# Quercus gambelii
Quercus gambelii là một loài thực vật có hoa trong họ Cử. Loài này được Nutt. miêu tả khoa học đầu tiên năm 1847.

## Hình ảnh

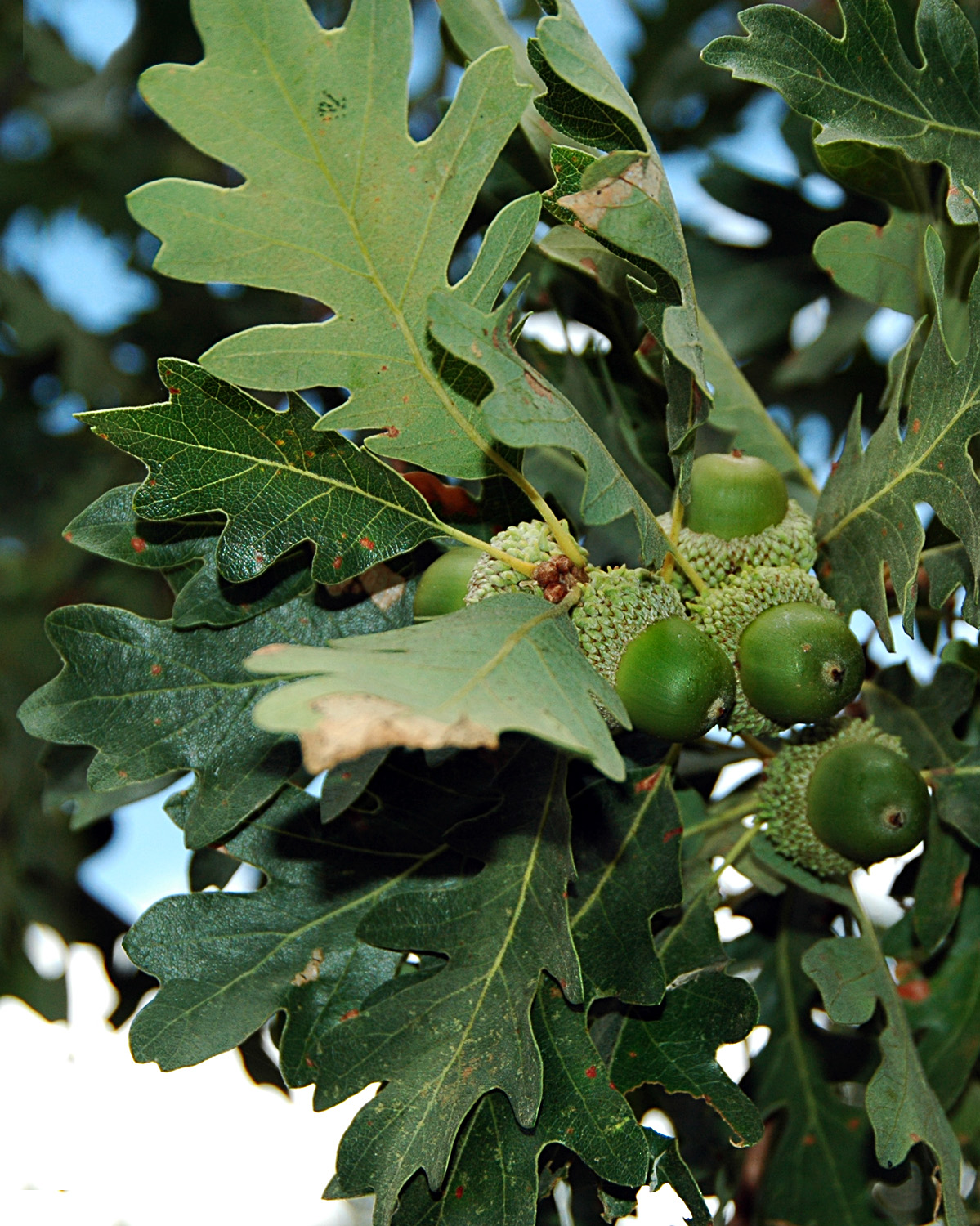
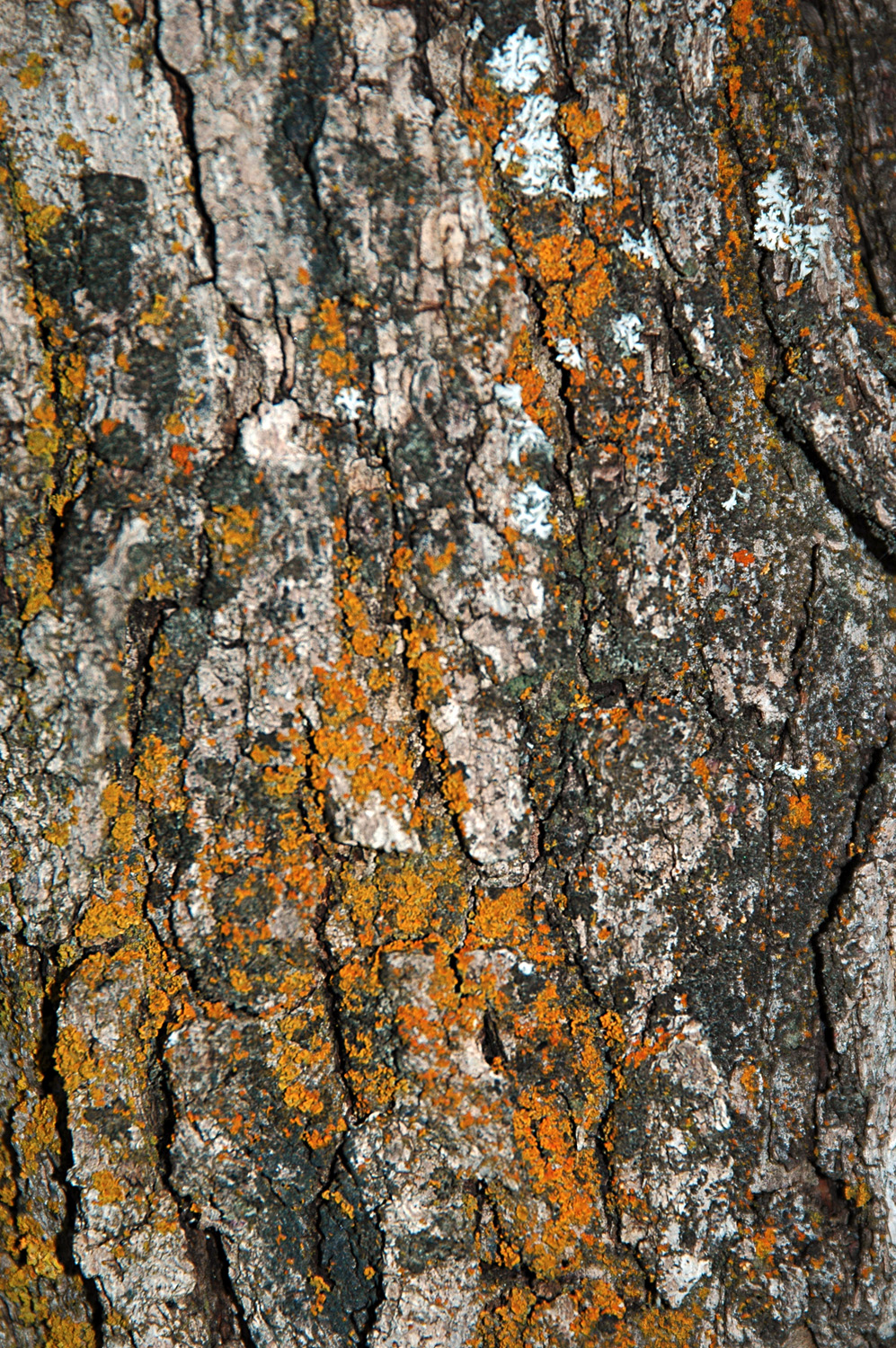
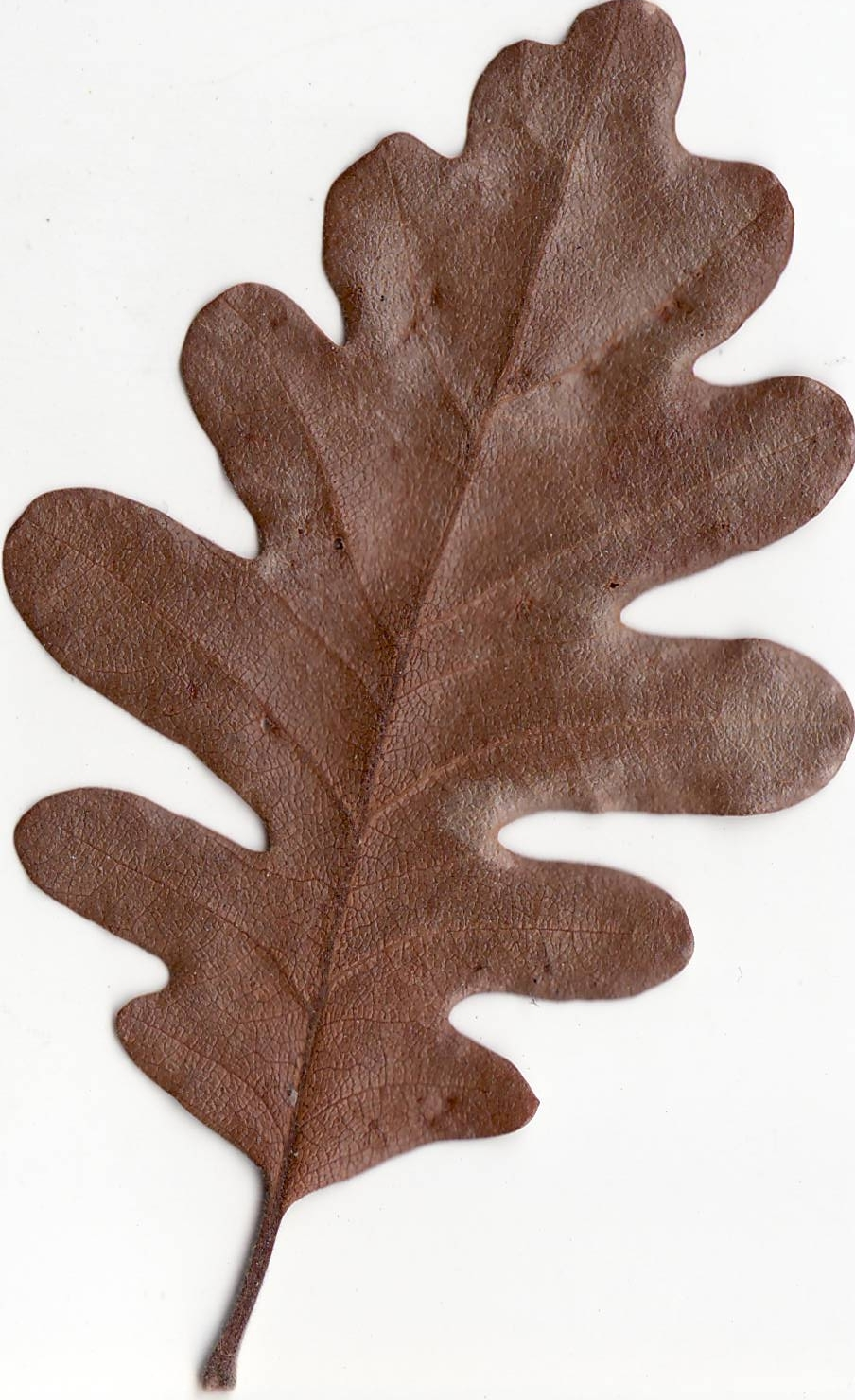
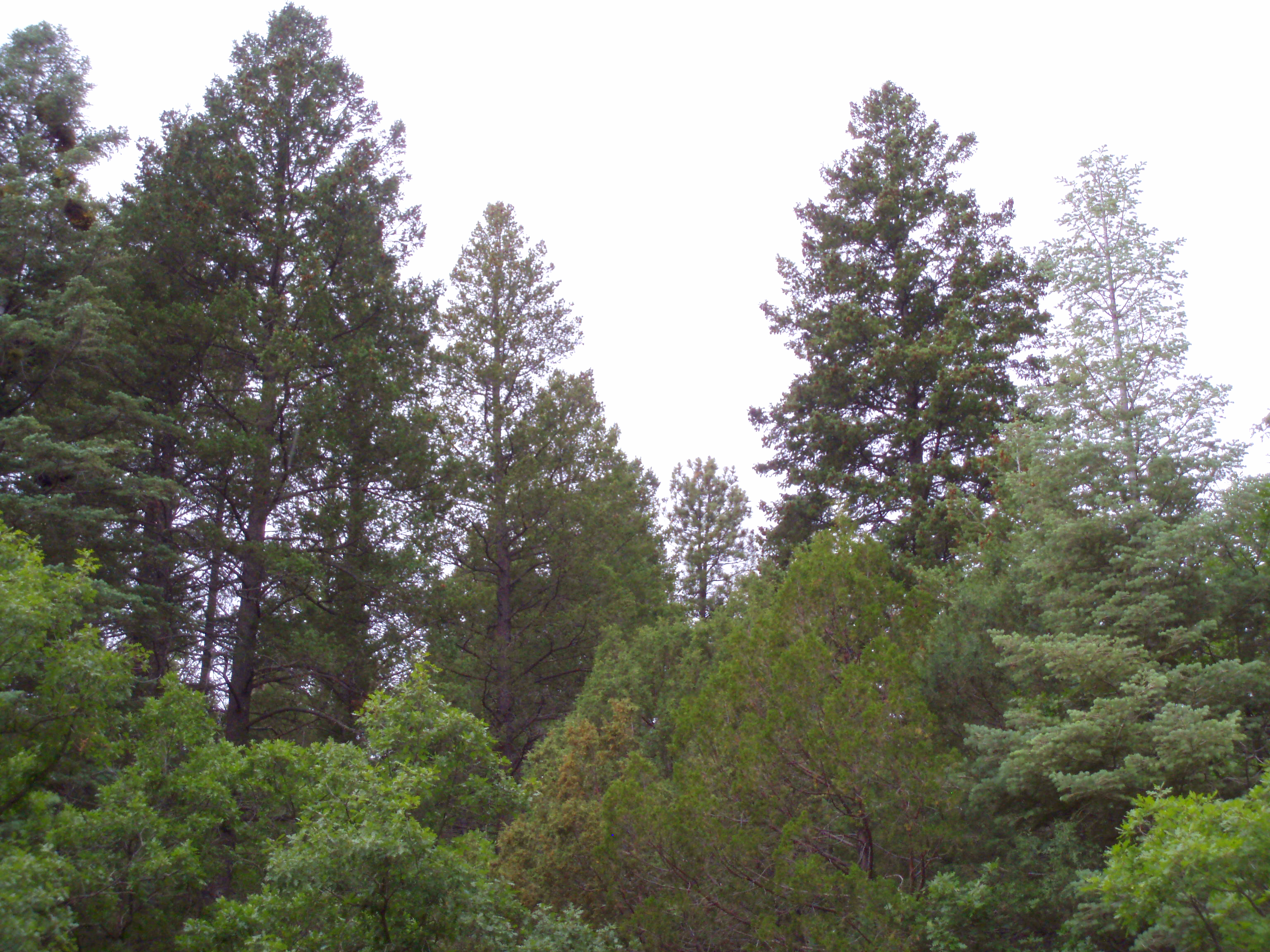